# مینا (خواننده)
مینا (ایتالیایی: Mina؛ زادهٔ ۲۵ مارس ۱۹۴۰) یا «مینا ماتزینی» هنرپیشه و خواننده مشهور و برجستهٔ کشورِ ایتالیا است. وی از سال ۱۹۵۸ میلادی تاکنون مشغول فعالیت بوده‌است.
وی یکی از موفق‌ترین خوانندگان کشور ایتالیا در تمام دوران محسوب می‌شود. مینا در اواسط دهه ۶۰ تا اواسط دههٔ ۷۰ میلادی، چهره‌ای شاخص در موسیقی پاپ ایتالیا و جزءِ اصلی و لاینفکِ شوهای تلویزیونی این کشور بود. مینا نمادی از یک زن رها از سلطه به‌حساب می‌آمد.
او صدایی «سوپرانو» با وسعت ۳ اکتاو داشت و در اجراهای آوازی خود، سبک‌های سنتی و مدرن موسیقی ایتالیا، از جمله سوینگ را با هم تلفیق می‌کرد. او قادر بود در سبک‌های گوناگون موسیقی آواز بخواند و به همین دلیل یکی از مستعدترین خوانندگان کشور ایتالیا، با تنوعِ فراوان در آثار، شناخته می‌شود. او مدت‌ها بر صدر جداول موسیقی ایتالیا قرار داشت و محبوبیت بی‌نظیری پیدا کرد. مینا، ۷۹ آلبوم و ۷۱ تک‌آهنگ در «جدول موسیقی ایتالیا» دارد.
مینا همچنین نخستین خوانندهٔ زنِ راک اند رول در ایتالیا بود که در سال ۱۹۵۹ در تلویزیون ظاهر شد و به اجرای برنامه پرداخت.
صدای مینا، طنین صوتی خاص و قدرت فوق‌العاده‌ای دارد.
از فیلم‌ها یا مجموعه‌های تلویزیونی که وی در آن‌ها نقش داشته است می‌توان به برای عشق… برای افسون… اشاره نمود.
مینا بابت فعالیت‌های هنری خود، برندهٔ جوایز گوناگونی شده است که از آن میان، می‌توان به «نشان شایستگی از جمهوری ایتالیا» اشاره نمود.